# Sphaenorhynchus pauloalvini
Espèce
Statut de conservation UICN

 DD  : Données insuffisantes
Sphaenorhynchus pauloalvini est une espèce d'amphibiens de la famille des Hylidae.

## Répartition
Cette espèce est endémique de l'État de Bahia au Brésil. Elle se rencontre dans les municipalités d'Itabuna et d'Una.

## Étymologie
Cette espèce est nommée en l'honneur de Paulo de Tarso Alvim Carneiro (1919-2011).

## Publication originale
- Bokermann, 1973 : Duas novas especies de Sphaenorhynchus da Bahia (Anura, Hylidae). Revista Brasileira de Biologia, vol. 33, no 4, p. 589-594.